# グナエウス・フルウィウス・マクシムス・ケントゥマルス
グナエウス・フルウィウス・マクシムス・ケントゥマルス（Gnaeus Fulvius Maximus Centumalus、紀元前340年頃 - 紀元前260年頃）は共和政ローマのプレブス（平民）出身の政治家・軍人。紀元前298年に執政官（コンスル）、紀元前295年にプロプラエトル（前法務官、実際には前線での軍事指揮官）として軍を指揮し、紀元前263年には独裁官（ディクタトル）を務めた。

## 経歴
有力なプレブスの氏族である、フルウィウス氏族の出身。ケントゥマルスの名前が最初に現れるのは紀元前302年のことで、独裁官マルクス・ウァレリウス・コルウスのレガトゥス（高級仕官）として、エトルリアと戦った際である。
紀元前298年の執政官に、ルキウス・コルネリウス・スキピオ・バルバトゥスと共に選出された。第三次サムニウム戦争が勃発すると、両者は直ちに出征した。但し、この年の戦争の推移に関しては諸説ある。ティトゥス・リウィウス（紀元前59年頃 - 17年）によれば、スキピオ・バルバトゥスはエトルリアに備えて北へ向かい、ケントゥマルスはサムニウムとの戦いのため南へ向かった。ケントゥマルスはボウィアヌム（現在のボヤーノ）近郊の野戦でサムニウム軍を撃破し、そのまま街へ向かい、短時間の攻城戦の後にこれを占領した。さらにはアウフィデナ（現在のカステル・ディ・サングロ）も占領している。ローマに戻ったケントゥマルスは、元老院から凱旋式を実施することを許された。しかし、凱旋式のファスティでは、ケントゥマルスはサムニウムとエトルリア両者に勝利したこととなっており、セクストゥス・ユリウス・フロンティヌス（紀元40年ごろ - 紀元103年）は、ケントゥマルスが戦ったのはルカニア（en）であるとしている。さらに混乱することに、同僚のスキピオ・バルバトゥスの碑文では、サムニウムに勝利したのはスキピオ・バルバトゥスであるとされている。歴史家のS. P. オークレーによれば、リウィウスは戦線を混乱しており、ケントゥマルスが勝利したのはサビニ人であるとしている。
紀元前295年、第三次サムニウム戦争はいまだ続いていた。ケントゥマルスは他の何人かの執政官経験者と共にプロプラエトルとしてインペリウム（軍事指揮権）を与えられ、それぞれが軍を率いた。ケントゥマルスとその軍団はファルスキ（en）領に駐屯し、ティブル川（テヴェレ川）の交通を守ると共に、ローマと前線の軍の間の通信を確保した。その後ケントゥマルスに対してルキウス・ポストゥミウス・メゲッルスと共にエトルリアのクルシウム（en）に向かうよう命令が出されたが、これはサムニウムと同盟したエトルリア軍をセンティヌム（現在のサッソフェッラート近く）から引き離すためであった。やがてメゲッルスはローマに呼び戻されたが、ケントゥマルスはエトルリア侵略を続け、略奪を行った。クルシウムとペルシア（現在のペルージャ）からこれを阻止しようと軍が送られたが、ケントゥマルスはこの連合部隊に容易に勝利した。その後、ローマ軍はセンティヌムの戦いで決定的な勝利を収めた。ケントゥマルスはローマに帰還し、軍は解散された。
ケントゥマルスの名前が最後に登場するのは、紀元前263年、独裁官としてである。この直前に第一次ポエニ戦争が勃発していた。独裁官任命の目的は、「釘打ちの儀式」（困難に立ち向かうことを誓う宗教儀式）の実施であった。彼に与えられた実務は、カルタゴと戦うための海軍建設の資金を確保することであった。

## 参考資料

### 古代資料
- ティトゥス・リウィウス『ローマ建国史』

### 現代の研究書
- Oakley, S. P., A Commentary on Livy, Books 6-10 Vol. IV (2007)
- Broughton, T. Robert S., The Magistrates of the Roman Republic, Vol I (1951)
- Smith, William, Dictionary of Greek and Roman Biography and Mythology, Vol I (1867).
- Arnold, Thomas, History of Rome (1840)